# José Teixeira de Vasconcelos
José Teixeira de Vasconcelos, primeiro e único barão de Maraú, (Paraíba, 1798 — Mamanguape, 29 de abril de 1873) foi um fazendeiro e político brasileiro, tendo atuado na Guarda Nacional como comandante superior.
Foi presidente da província da Paraíba, de 22 de abril a 1 de novembro de 1867.
Filho de Joaquim Teixeira de Vasconcelos e de Adriana Teixeira. Casou com Francisca Monteiro da Franca, sem descendentes.
Recebeu o grau de oficial da Imperial Ordem da Rosa.